# White Cay
White Cay est une des îles Caïcos dans le territoire des îles Turks-et-Caïcos.